# Conus boeticus
Conus boeticus é uma espécie de gastrópode do gênero Conus, pertencente a família Conidae.

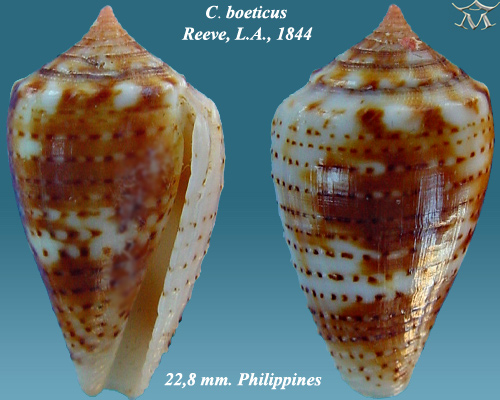
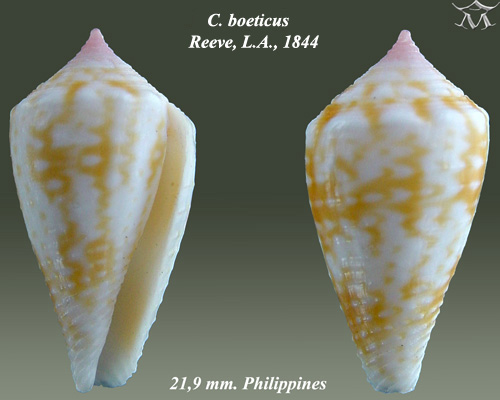